# Atlantic (paquebot)
Pour les articles homonymes, voir Atlantic.
L'Atlantic est  un paquebot transatlantique à voile et à vapeur de la compagnie britannique White Star Line, lancé en 1870 et second navire de la classe Oceanic. Le navire assurait la liaison entre Liverpool en Angleterre et New York aux États-Unis. Au cours de son dix-neuvième voyage, le 1er avril 1873, il heurta des rochers et coula au large des côtes de la province de la Nouvelle-Écosse au Canada, tuant au moins 535 personnes. C'est alors la catastrophe maritime la plus meurtrière en Atlantique jusqu'au naufrage du paquebot français La Bourgogne le 2 juillet 1898 et, pour la White Star Line, jusqu'au naufrage du Titanic en 1912. La compagnie doit se séparer de deux de ses navires pour dédommager les victimes.

## Histoire

### Début de carrière
L’Atlantic est construit par les chantiers Harland & Wolff de Belfast en 1870 et est le second navire construit par la White Star Line sous la direction de Thomas Ismay. Il appartient à la classe Oceanic et est propulsé par une machine à vapeur d'une puissance de 600 chevaux entraînant une hélice, tout en ayant quatre mâts prévus pour porter des voiles. Comme son prédécesseur, l’Oceanic, il est pourvu d'une cheminée aux couleurs de la White Star Line, ocre brun et noir. À la suite de son lancement le 26 novembre 1870, la compagnie prévoit de l'utiliser sur la ligne de l'Amérique du Sud dès janvier 1871.
Cependant, l’Atlantic ne vogue ni à cette date, ni sur cette route puisqu'il quitte Liverpool pour New York lors de son voyage inaugural le 8 juin 1871. Durant les deux années suivantes, le navire effectue des traversées régulières avec ses trois puis cinq sister-ships, offrant un confort nouveau pour un paquebot : les passagers de première classe bénéficient de cabines éclairées par des lampes à pétrole (au lieu de bougies), d'une somptueuse salle à manger équipée de sièges individuels à la place des bancs habituels. Le navire peut transporter 166 passagers de classe « salon » (première classe) et 1 000 passagers d'entrepont (troisième classe).

### Naufrage

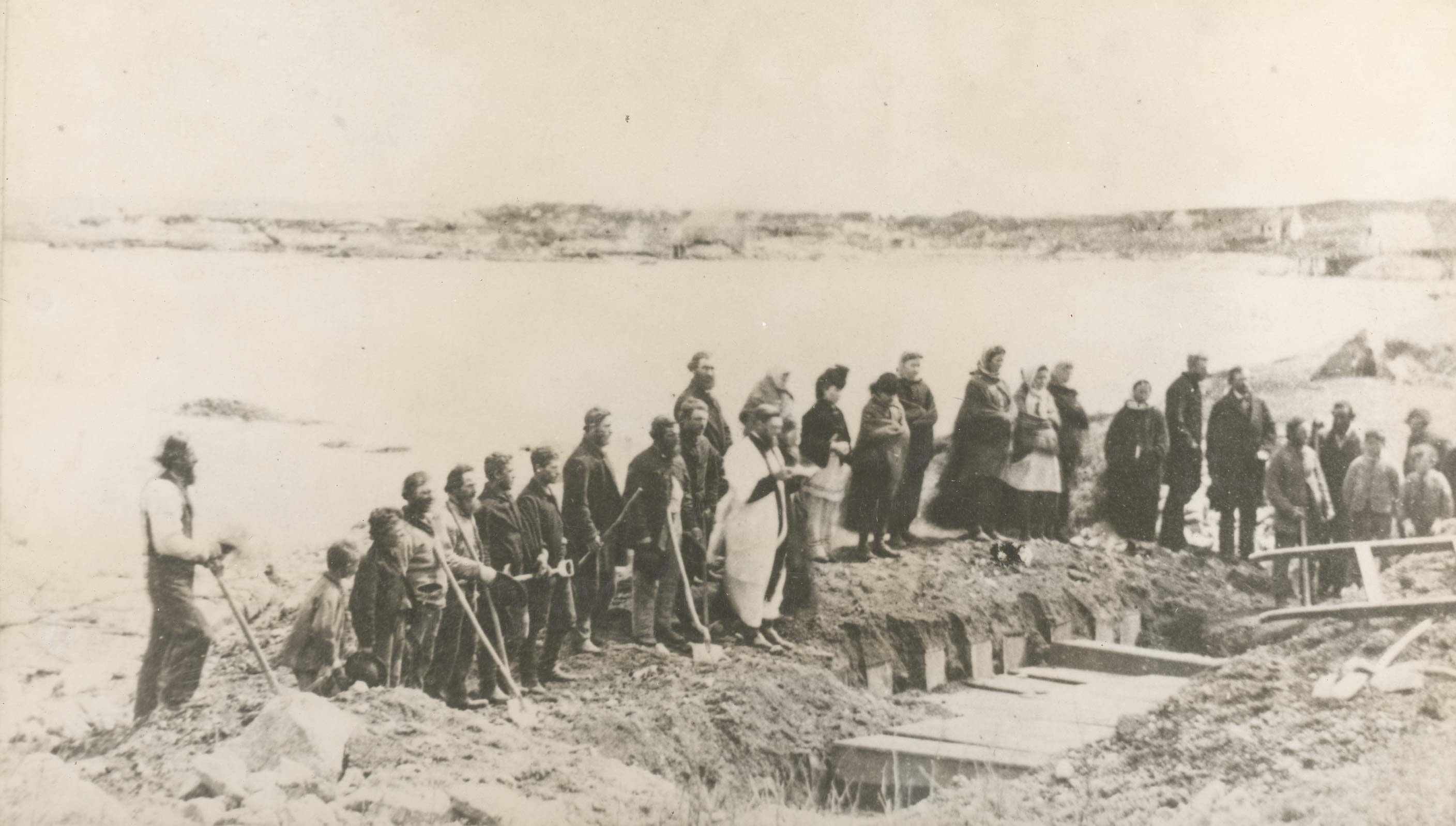
Service funèbre en l'honneur des victimes du naufrage de l’Atlantic, avril 1873, Lower Prospect, Nouvelle-Écosse

Le 20 mars 1873, l’Atlantic quitte le port de Liverpool pour son dix-neuvième voyage avec 957 personnes à bord, dont 832 passagers selon les chiffres donnés par les autorités canadiennes. Cependant, les chiffres varient parfois. En route, l'équipage décide de faire escale à Halifax pour se réapprovisionner en charbon.
En approchant de Halifax le 31 mars, le capitaine et le troisième officier restent sur le pont jusqu'à minuit, tandis que l’Atlantic traverse une tempête à la vitesse de 9 nœuds, la visibilité étant fortement réduite et la mer agitée.
Vers 2 heures du matin, heure locale, le 1er avril 1873, l’Atlantic heurte un rocher immergé nommé le Marr's Head à 50 mètres de l'île de Meagher. Les canots de sauvetage sont mis à l'eau par l'équipage mais sont submergés, de même que le pont. Des gens sont également tués dans la panique. Deux officiers sautent à l'eau et tendent des cordes depuis un rocher proche, permettant aux survivants d'y grimper.
Le manifeste du navire indique qu'il y avait 156 femmes et 189 enfants à bord (deux étant nés pendant la traversée). Toutes les femmes ont péri dans le naufrage, et seul un garçon nommé John Hindley a survécu parmi les enfants. On compte un total de 390 survivants sur 957 passagers. C'est ainsi alors la pire catastrophe en termes de pertes civiles dans l'Atlantique nord. L'enquête du gouvernement canadien conduit à la conclusion suivante : « La conduite du Capitaine Williams dans sa gestion du navire pendant les douze à quatorze heures précédant le drame est en profond désaccord avec ce que doit être la conduite d'un homme dans une telle situation. »
Après le naufrage, alors que des corps sont récupérés et préparés pour être enterrés, on découvre qu'un des membres de l'équipage était en réalité une femme d'une vingtaine d'années. Selon un article de l'époque, elle avait « été matelot au cours de trois voyages, et son sexe ne fut jamais connu jusqu'à ce que son corps soit retiré de l'eau et préparé pour son enterrement. Elle est décrite comme ayant été très appréciée de ses collègues, et l'un d'entre eux, parlant d'elle, a remarqué : « Je ne savais pas que Bill était une femme. Il prenait son grog aussi régulièrement que nous, et demandait ou volait toujours du tabac. C'était un bon camarade, de plus, et je suis désolé que ce soit une femme. » Il a été dit que la pauvre chose était américaine, et, dans l'équipage, peut-être la seule de cette nationalité. »

### Suites du naufrage
De nos jours, la plus grande partie du navire repose à 25 mètres sous la surface de l'eau. Des objets ont été ramenés de diverses expéditions et sont exposés au Musée maritime de l'Atlantique de Halifax et au SS Atlantic Heritage Park and Interpretation Center de Lower Prospect, en Nouvelle-Écosse.
L’Atlantic est considéré comme le premier navire de la White Star Line à avoir coulé. En réalité, la compagnie avait déjà perdu le clipper Tayleur dans la baie de Dublin en 1854. Parmi d'autres navires perdus par la White Star Line dans l'Atlantique Nord se trouvent le Naronic, le Republic et le Titanic. La compagnie, qui avait elle-même assuré le navire, doit se séparer peu après le naufrage de deux de ses navires, l’Asiatic et le Tropic.